# Назелл (Вашингтон)
Назелл (англ. Naselle) — переписна місцевість (CDP) в США, в окрузі Пасифік штату Вашингтон. Населення — 421 особа (2020).

## Географія
Назелл розташований за координатами 46°22′14″ пн. ш. 123°46′54″ зх. д. / 46.37056° пн. ш. 123.78167° зх. д. (46.370501, -123.781565).  За даними Бюро перепису населення США в 2010 році переписна місцевість мала площу 5,88 км², уся площа — суходіл.

### Клімат
| Клімат : Назелл                          | Клімат : Назелл | Клімат : Назелл | Клімат : Назелл | Клімат : Назелл | Клімат : Назелл | Клімат : Назелл | Клімат : Назелл | Клімат : Назелл | Клімат : Назелл | Клімат : Назелл | Клімат : Назелл | Клімат : Назелл | Клімат : Назелл |
| Показник                                 | Січ.            | Лют.            | Бер.            | Квіт.           | Трав.           | Черв.           | Лип.            | Серп.           | Вер.            | Жовт.           | Лист.           | Груд.           | Рік             |
| Абсолютний максимум, °C                  | 15,6            | 15,0            | 20,6            | 23,3            | 30,0            | 33,9            | 33,9            | 33,3            | 32,8            | 30,6            | 16,7            | 11,1            | 33,9            |
| Середній максимум, °C                    | 6,3             | 9,5             | 10,6            | 13,3            | 16,3            | 18,4            | 21,1            | 23,4            | 22,8            | 15,9            | 9,7             | 8,2             | 14,6            |
| Середній мінімум, °C                     | −0,6            | 0,5             | 2,0             | 2,9             | 4,1             | 7,7             | 9,6             | 10,7            | 8,4             | 5,0             | −0,1            | −1,2            | 4,1             |
| Абсолютний мінімум, °C                   | −16,1           | −15             | −4,4            | −2,2            | −1,1            | −11,7           | 4,4             | 4,4             | 3,3             | −1,7            | −3,9            | −5,6            | −16,1           |
| Норма опадів, мм                         | 433             | 340             | 327             | 198             | 118             | 90              | 42              | 56              | 110             | 252             | 421             | 483             | 2870            |
| Днів з опадами                           | 21              | 18              | 21              | 18              | 15              | 13              | 8               | 8               | 10              | 16              | 20              | 22              | 190,0           |
| ---------------------------------------- | --------------- | --------------- | --------------- | --------------- | --------------- | --------------- | --------------- | --------------- | --------------- | --------------- | --------------- | --------------- | --------------- |
| Джерело: Western Regional Climate Center |                 |                 |                 |                 |                 |                 |                 |                 |                 |                 |                 |                 |                 |

## Демографія
Згідно з переписом 2010 року, у переписній місцевості мешкало 419 осіб у 157 домогосподарствах у складі 118 родин. Густота населення становила 71 особа/км².  Було 194 помешкання (33/км²).
Расовий склад населення:
| - 85,2 % — білих - 3,6 % — корінних американців - 1,9 % — азіатів - 0,5 % — вихідців з тихоокеанських островів - 0,2 % — чорних або афроамериканців - 3,6 % — осіб інших рас |

До двох чи більше рас належало 5,0 %. Частка іспаномовних становила 5,5 % від усіх жителів.
За віковим діапазоном населення розподілялося таким чином: 25,3 % — особи молодші 18 років, 55,6 % — особи у віці 18—64 років, 19,1 % — особи у віці 65 років та старші. Медіана віку мешканця становила 39,2 року. На 100 осіб жіночої статі у переписній місцевості припадало 104,4 чоловіків;  на 100 жінок у віці від 18 років та старших — 99,4 чоловіків також старших 18 років.
Середній дохід на одне домашнє господарство  становив 52 323 долари США (медіана — 46 667), а середній дохід на одну сім'ю — 64 060 доларів (медіана — 57 279). За межею бідності перебувало 5,8 % осіб, у тому числі 0,0 % дітей у віці до 18 років та 0,0 % осіб у віці 65 років та старших.
Цивільне працевлаштоване населення становило 175 осіб. Основні галузі зайнятості: освіта, охорона здоров'я та соціальна допомога — 26,9 %, роздрібна торгівля — 12,0 %, оптова торгівля — 9,7 %, сільське господарство, лісництво, риболовля — 9,7 %.